# Ririe
Ririe è una città degli Stati Uniti d'America, situata nello Stato dell'Idaho, nella Contea di Jefferson ed in parte nella Contea di Bonneville.